# Nectarivorisme

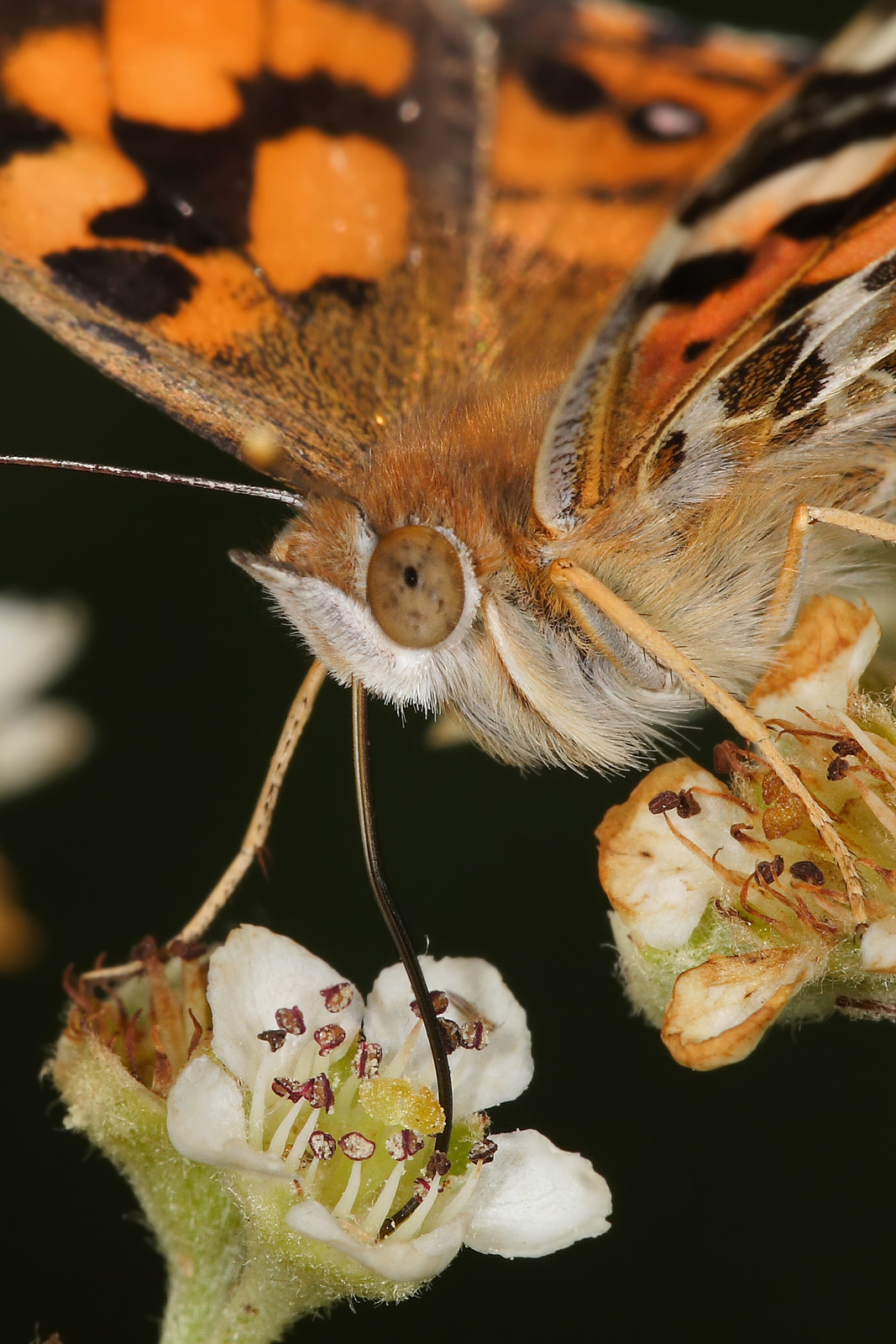
Una Vanessa kershawi alimentant-se de nèctar a través de la llarga trompa.

El nectarivorisme és el comportament alimentari propi dels animals que cobreixen les seves necessitats energètiques i nutritives d'una dieta que consisteix principalment o exclusivament en nèctar ric en sucre produït per les plantes amb flor.
El nèctar com a font d'aliment presenta una sèrie de beneficis i reptes. Es tracta bàsicament d'una solució (fins a un 80%) dels sucres simples sacarosa, glucosa i fructosa, que són fàcils d'ingerir i digerir, representant una font de nutrició rica i eficient. Aquesta solució sovint es dilueix per la mateixa planta que la produeix o per la pluja que cau sobre una flor i molts nectarívors posseeixen adaptacions per desfer-se eficaçment de qualsevol excés d'aigua ingerit d'aquesta manera.
Tanmateix, el nèctar és una font de nutrició incompleta. Tot i que conté proteïnes i aminoàcids, aquests es troben en baixes quantitats, i és greument deficient en minerals i vitamines. Molt pocs organismes consumeixen nèctar exclusivament durant tot el seu cicle de vida, ja sigui complementant-lo amb altres fonts, particularment insectes (per tant, superposant-se als insectívors) o consumint-lo exclusivament durant un període determinat. Moltes espècies són “lladres de nèctar” (s'alimenten pels forats fets a les flors, en lloc d'entrar per les obertures naturals de les mateixes) que no fan pol·linització mentre encara consumeixen nèctar. Moltes espècies són tant lladres de nèctar com pol·linitzadores, depenent de les espècies vegetals que es trobin.
El nèctar és produït per les plantes amb flors per atraure els pol·linitzadors i transportar pol·len entre elles. Les flors sovint tenen estructures especialitzades que fan que el nèctar només sigui accessible per als animals que posseeixen estructures morfològiques adequades, i hi ha nombrosos exemples de coevolució entre nectarívors i les flors que pol·linitzen. Per exemple, els colibrís i els esfíngids tenen becs llargs i estrets que poden arribar al nèctar del fons de les flors tubulars llargues.
La majoria dels alimentadors de nèctar són insectes o ocells, però també es poden trobar exemples en altres grups d'animals.

## Insectes

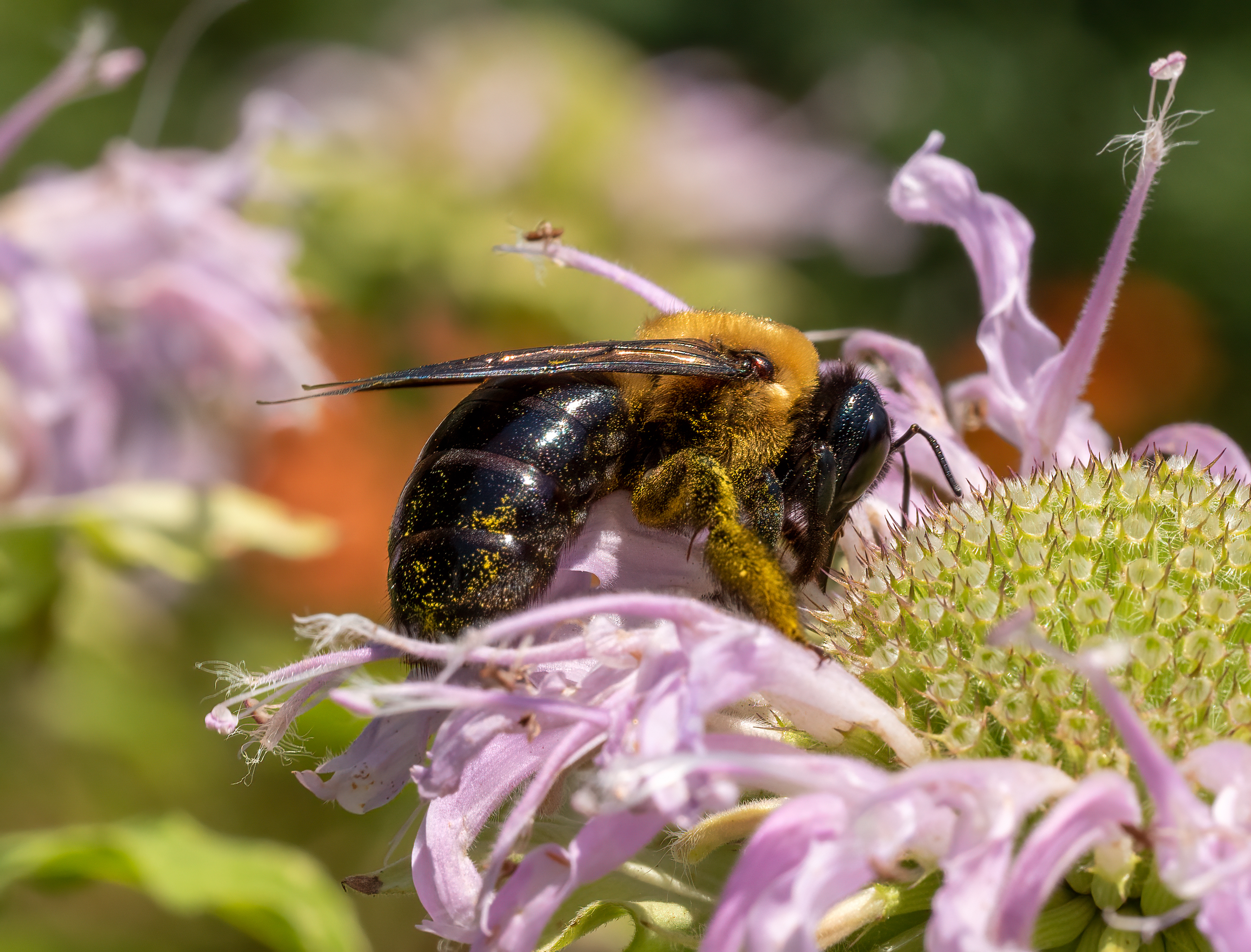
Una abella fustera (Xylocopa virginica) perfora la corol·la per alimentar-se.

El nectarívor és extremadament comú en els insectes. Les famílies clau amb grans proporcions de nectarívors inclouen els coleòpters, lepidòpters, dípters, himenòpters i hemípters. Alguns, però no tots, també són pol·linitzadors: altres es dediquen al robatori de nèctar evitant completament els òrgans reproductors de les plantes, especialment aquelles amb corol·les profundes, perforant la base de la flor per arribar directament al nèctar, com les abelles fustera i, en segon lloc, les abelles de la mel (que consumeixen nèctar pels forats fets per altres), inhibint activament la germinació del pol·len a les flors que visiten en detriment de la planta.

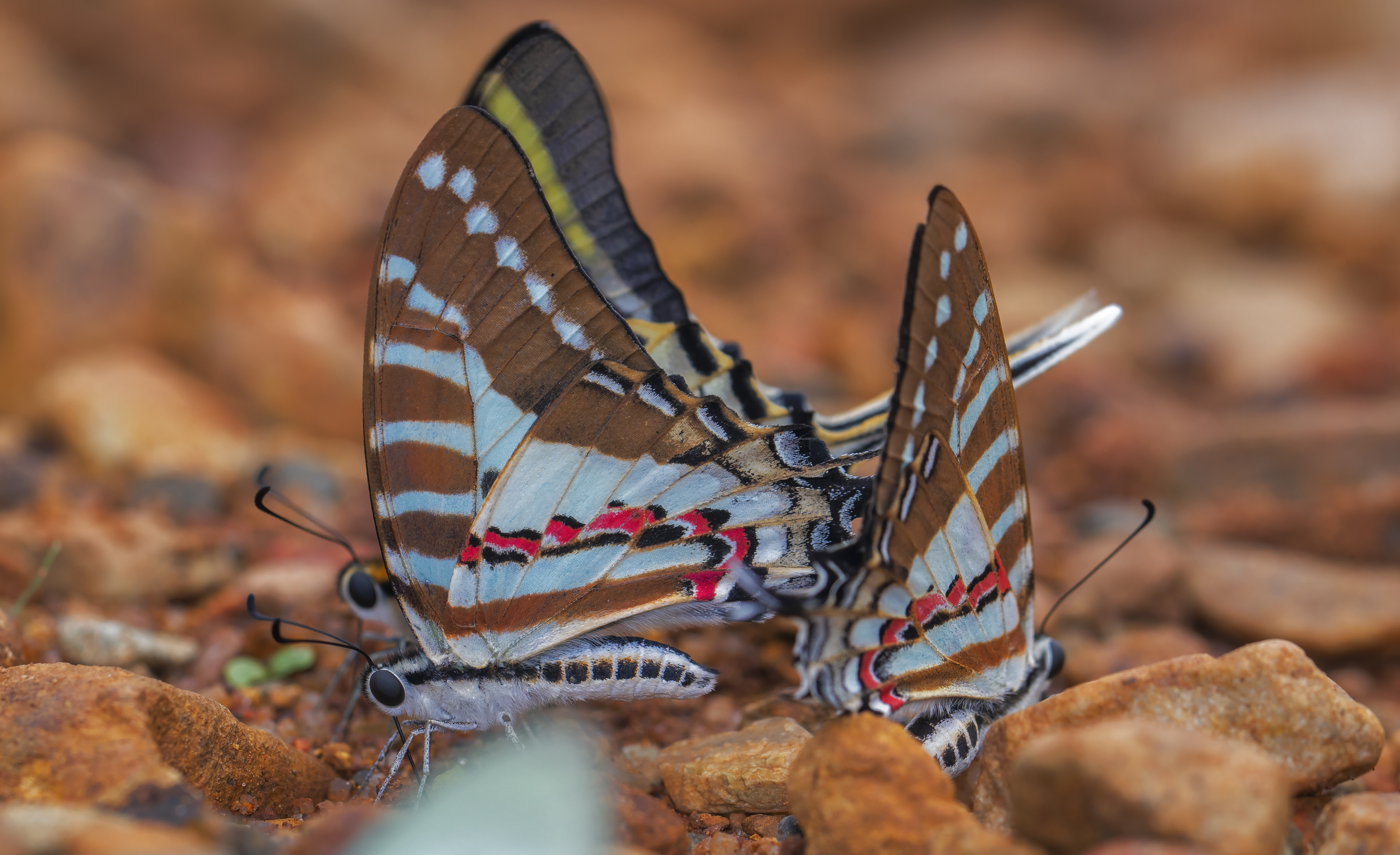
Dues papallones Graphium nomius cerquen minerals entre el fang.

Els insectes que s'alimenten de nèctar obtenen prou aigua del nèctar per rarament necessitar beure, encara que les papallones i les arnes adultes poden cercar en el fang per tal d'obtenir substàncies dissoltes no abundants en nèctar, especialment sals i aminoàcids. Alguns nectarívors voladors, especialment les abelles més grosses, no perden prou aigua per evaporació mentre volen per compensar l'alta ingesta a causa de l'alimentació de nèctar, així com l'aigua produïda metabòlicament mentre volen. Han d'excretar mentre són a l'aire per evitar la càrrega d'aigua, i esperen a l'entrada del niu per evaporar part de la càrrega d'aigua abans de sortir volant.

## Aràcnids
Hi ha proves que algunes aranyes, encara que normalment es creu que són exclusivament carnívores, consumeixen nèctar indirectament consumit insectes nectarívors o directament de les flors. Es creu que aquest comportament és més comú entre les aranyes que viuen entre el fullatge. Uns quants fan del nèctar la font principal d'aliment, com la Bagheera kiplingi, un membre de les aranyes saltadores, mentre que d'altres, com les aranyes cranc, s'alimenten de manera més rara i oportunista. Cap dels grups d'aranyes observats s'alimenta de nèctar per a construir teranyines, totes són espècies errants.

## Ocells

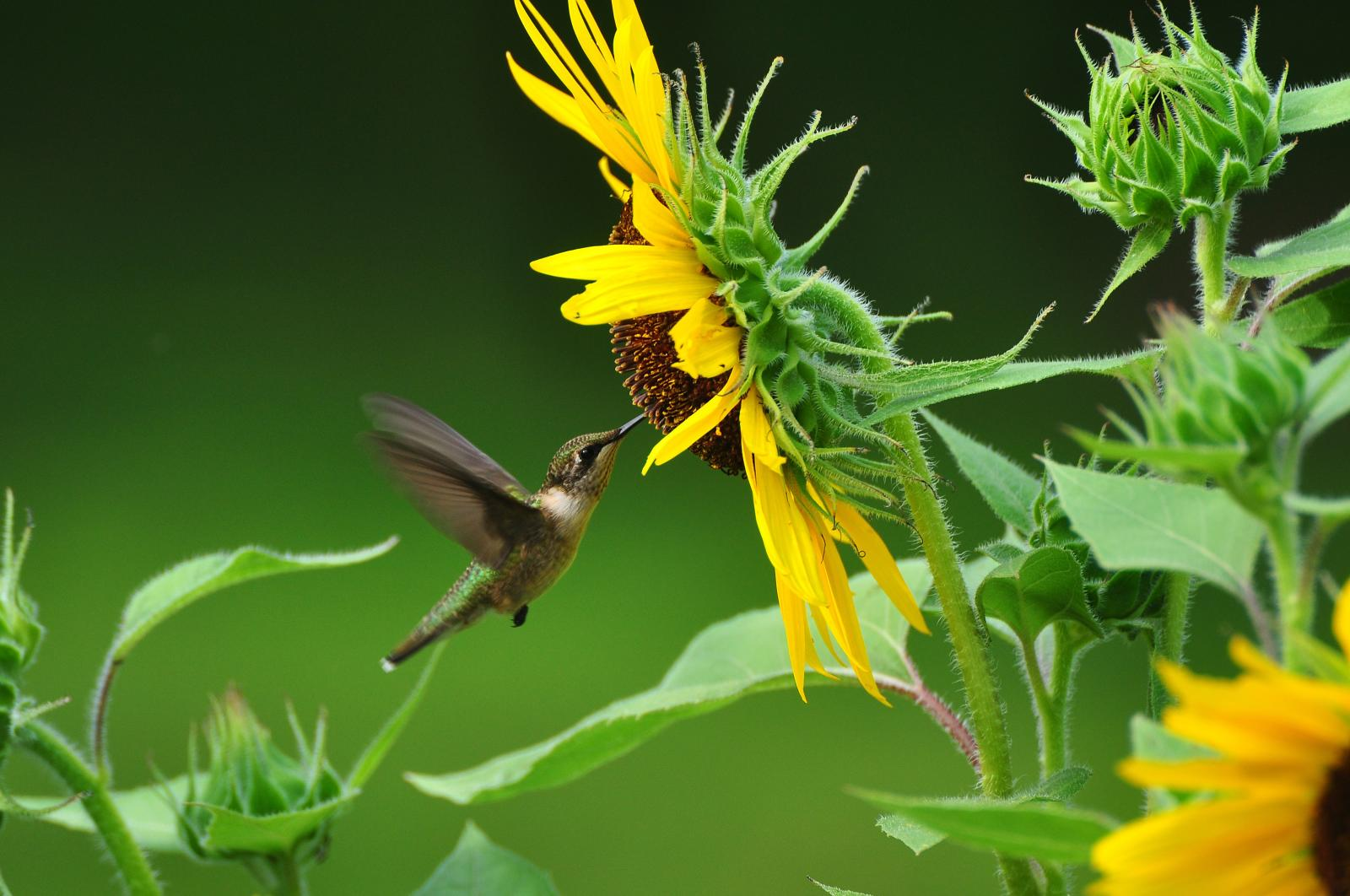
Una femella de colibrí de gorja robí (Archilochus colubris) s'alimenta del nèctar d'un gira-sol (Helianthus annuus)

L'alimentació de nèctar està molt estesa entre els ocells, però cap espècie consumeix nèctar exclusivament. La majoria el combinen amb insectes per a una dieta mixta. Són d'especial interès tres famílies d'ocells nectarívors especialitzats: els colibrís (Trochilidae), els suimangues (Nectariniidae) i els menjamels (Meliphagidae). Aquests grups s'han adaptat per permetre una dieta centrada en nèctar, mostrant una major activitat dels enzims digestius que descomponen els sucres, majors taxes d'absorció de sucres i una funció renal alterada. Per mantenir el vol, un ocell ha d'excretar ràpidament gran part del contingut d'aigua del nèctar que consumeix. Els ronyons d'un colibrí són capaços de produir ràpidament grans quantitats d'orina hiposmòtica, és a dir, orina que conté una concentració més baixa de substàncies dissoltes que la sang. Alguns altres grups d'ocells tenen una o més especialitzacions similars, per exemple, els Lorins, un grup de lloros australàsics dins de la família més gran de lloros Psittacidae, tenen modificacions digestives similars. Aquests són exemples d'evolució paral·lela. Els enfiladors hawaians tenen diverses espècies adaptades per alimentar-se de nèctar. L'arbre hawaià Metrosideros polymorpha depèn en gran manera de la pol·linització d'aquests ocells més o menys nectarívors.

## Mamífers

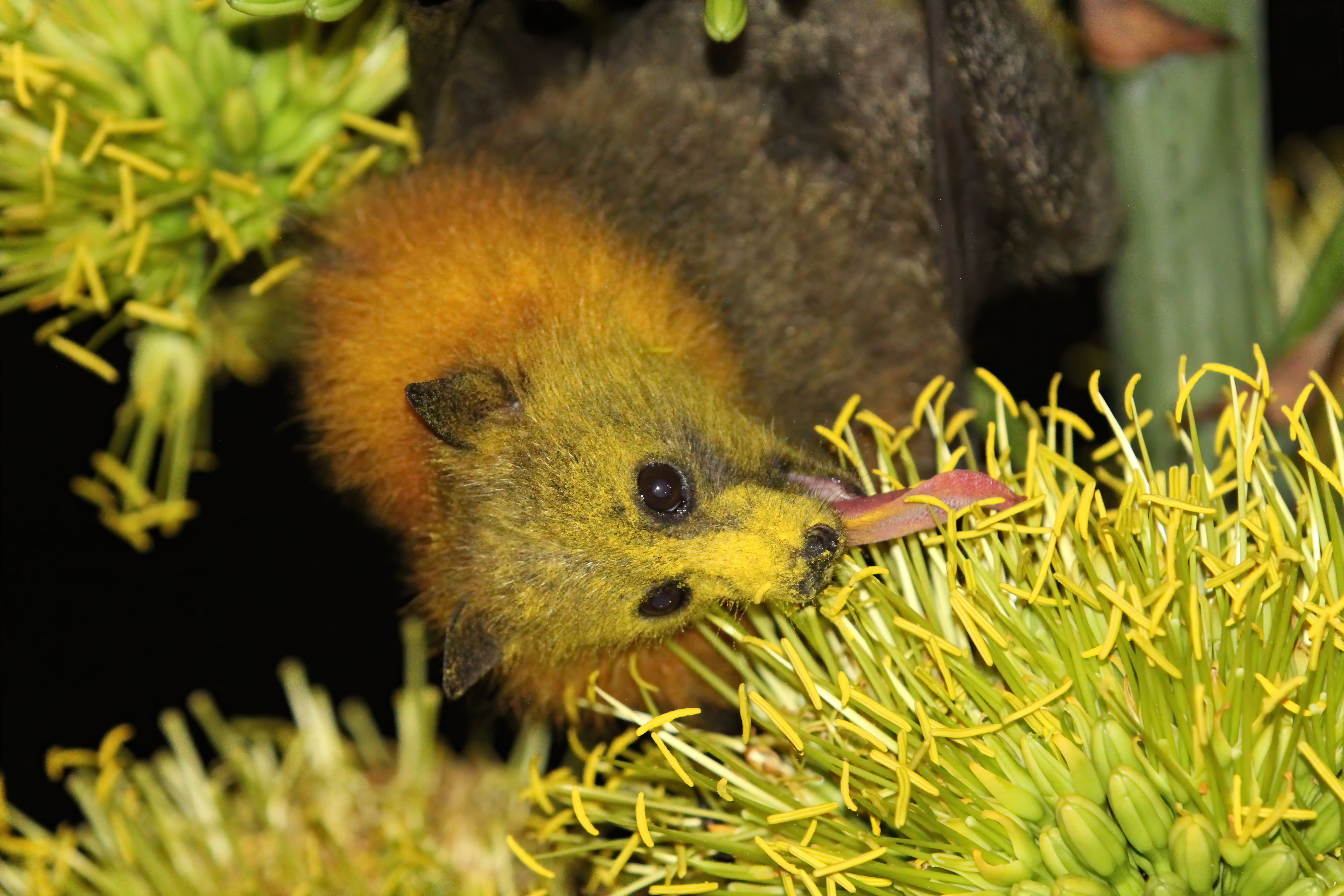
Una guineu voladora de cap gris (Pteropus poliocephalus) s'alimenta de nèctar amb la cara coberta de pol·len groc.

Moltes espècies de ratpenats s'alimenten de nèctar, el seu estil de vida és similar al dels ocells nectarívors. A les Amèriques hi ha una superposició significativa entre les flors pol·linitzades per ratpenats i colibrís: tots dos necessiten nèctar de composició similar per mantenir un vol que consumeix molta energia. En aquesta part del món hi ha una associació particularment estreta entre algunes espècies de cactus columnars i espècies de ratpenats, que proporcionen pol·linització a canvi de nèctar amb una composició que coincideix amb les seves necessitats nutricionals. Els ratpenats nectarívors podrien estar en particular risc d'extinció a causa de la dependència d'espècies particulars de plantes amb flors.
Una única espècie marsupial, el pòssum de mel, s'alimenta exclusivament de nèctar i pol·len. Pareix menys cries que creixen més lentament que altres marsupials de la seva mida, a causa de l'esforç que requereix per beure nèctar de moltes flors per mantenir-se. Pot passar períodes de son profund per reduir la necessitat d'aliment, i mostra les adaptacions típiques dels nectarívors per a l'excés d'eliminació d'aigua.